# هيروماسا أدزما
هيروماسا أَدْزُما (باليابانية: 吾妻 弘将) (29 أغسطس 1977 في واكاياما في اليابان – )؛ هو لاعب كرة قدم ياباني سابق كان يلعب كحارس مرمى.

## وصلات خارجية
- هيروماسا أدزما على موقع رابطة كرة القدم اليابانية للمحترفين (اليابانية)